# 協議会
協議会（きょうぎかい、英語: Council）は、様々なあるいは同様な立場の人々や、又は団体が集まって
議題について、参加者が実現化にむけた
議論をし、実現に結びつけることを協議といい、そういった会を協議会という。英語: Councilまたはフランス語: Conseilの日本語訳またはそれに相当する用語として使われる場合が多いが、評議会、代表者会、代表者会議などと訳される場合もある。
協議会のメンバーは協議会員、協議会参加者などと呼ばれる。

## 参照項目
- 日本キリスト教協議会
- 社会福祉協議会
- 安全保障理事会
- カルケドン公会議